# 원균 선무공신교서
원균 선무공신교서(元均 宣武功臣敎書)는 대한민국 경기도 용인시 경기도박물관에 있는, 선조 37년(1604) 임진왜란 때 경상우도수군절도사로서 왜군과 대적하여 크게 이기고, 정유재란 때 통제사가 되어 적선을 물리치다 장렬하게 전사한 원균(1540∼1597)에게 공신으로 임명한다는 내용을 담은 공신교서이다. 1992년 4월 20일 대한민국의 보물 제1133호로 지정되었다.

## 개요
이 교서는 선조 37년(1604) 임진왜란 때 경상우도수군절도사로서 왜군과 대적하여 크게 이기고, 정유재란 때 통제사가 되어 적선을 물리치다 장렬하게 전사한 원균(1540∼1597)에게 공신으로 임명한다는 내용을 담은 공신교서이다.
이것의 내용은 왜군을 물리치고 장렬하게 전사한 원균에게 죽은 후에도 그 후손들을 계속해서 보살필 것임을 밝히고, 노비 13명, 전 150결, 은 10냥, 옷감 1단, 말 1필을 내린다는 것이다. 
이 교서와 함께 있는 치제문은 선조 38년(1605) 정월 18일 임금이 의정부좌찬성으로 증직된 원균의 영전에 그의 죽음을 기리어 제사를 지내게 한 글을 담은 문서이다.
이 교서는 임진왜란 당시 왜군을 물리치는데 많은 공을 세운 원균 장군에 대한 새로운 평가를 할 수 있는 좋은 자료로 평가된다.

## 참고 자료
- 원균 선무공신교서 - 국가유산청 국가유산포털